# Кристофър Макдугъл
Кристофър Макдугъл (на английски: Christopher McDougall) е американски писател и журналист.

## Биография
Кристофър Макдугъл е роден през 1962 г. Най-известен е с книгата си „Родени да тичат“ (Вакон, 2009), издадена на английски език през 2009 г. На български език е публикувана през 2012 г. от издателство „Вакон“ под заглавие „Родени да тичат през каньоните на Мексико: загадъчно племе, суператлети, най-великото състезание, което светът никога не е виждал“.
Макдугъл е бивш военен кореспондент на „Асошиейтед Прес“. Бил е сътрудник на списанията „Ескуайър“, „Ню Йорк Таймс Мегъзин“, „Аутсайд“, „Менс Джърнал“ и „Ню Йорк“.
Редактор е на списание „Менс Хелт“. Живее в Пенсилвания.